# Orlica (szczyt)

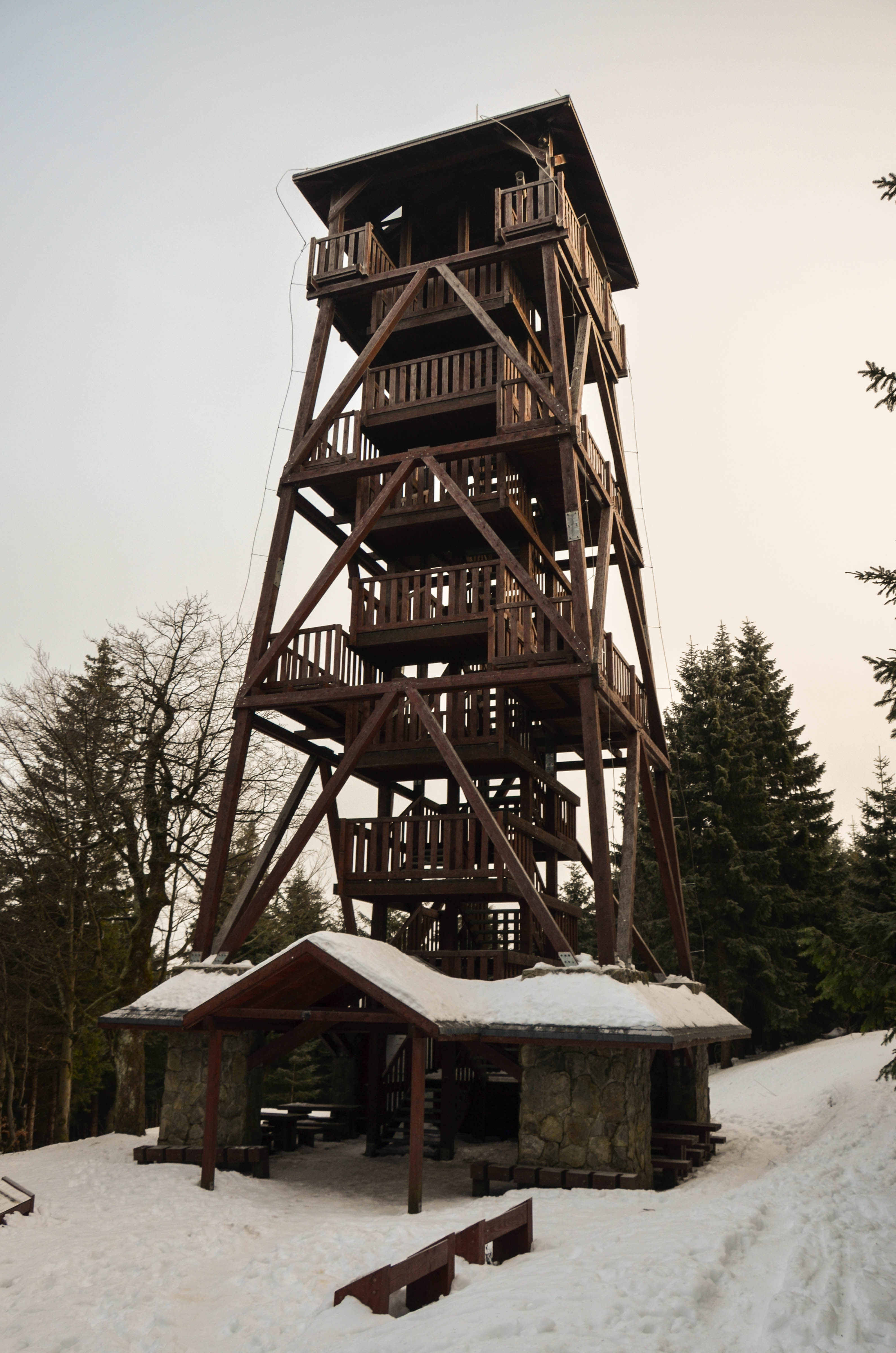
Nowa wieża widokowa na Orlicy

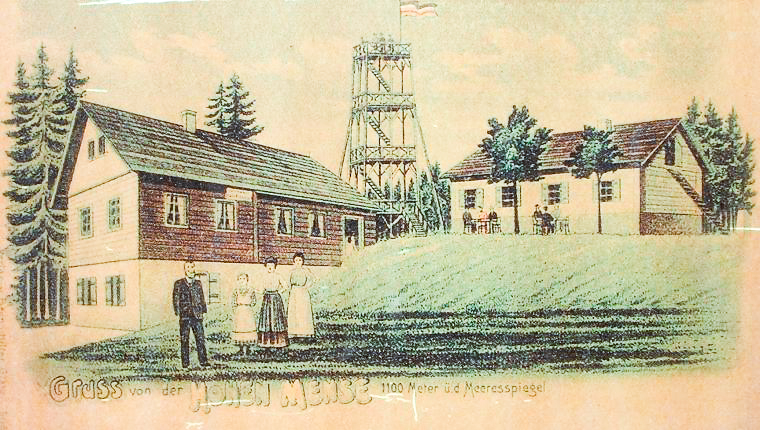
Nieistniejące schronisko z wieżą widokową na Orlicy

Orlica (niem. Hohe Menze lub Hohe Mense, czes. Vrchmezí, 1084 m n.p.m.) – najwyższy szczyt polskiej części Gór Orlickich i Sudetów Środkowych. Leży na europejskim dziale wodnym pomiędzy zlewiskami Morza Bałtyckiego i Morza Północnego. Orlica jest szczytem granicznym, jednak wierzchołek góry leży po stronie czeskiej. Granica przebiega około dwadzieścia pięć metrów na wschód od szczytu, na wysokości 1080 m.

## Rys historyczny
Dawniej nazywana była Międzywierchem, co przypomina nazwę czeską, ale oznacza coś innego. Międzywierch, to po czesku Mezivrch, natomiast czeski Vrchmezí, to po polsku Wierch Graniczny, Wierch Miedzowy.
Orlica zbudowana jest z łupków łyszczykowych z wkładkami wapieni krystalicznych należących do metamorfiku bystrzycko-orlickiego.
W 1779 wzniesiono tu pierwszą platformę widokową. Wkrótce potem zbudowano drogę z Dusznik-Zdroju do Zieleńca, zwaną Drogą ku Szczęściu, która przyczyniła się do znacznego wzrostu liczby osób zdobywających szczyt. Przed 1945 na Orlicy znajdował się uczęszczany punkt widokowy z rozległą panoramą na czeską stronę Gór Orlickich, pod szczytem stało całoroczne schronisko Hohe Mense-Baude i wieża widokowa. Schronisko to było zbudowane i prowadzone przez Heinricha Rübartscha (1852–1930), który był pionierem turystyki górskiej i narciarstwa w Sudetach i zostawił pierwsze ślady nart w Górach Orlickich. Po II wojnie światowej schronisko nie podjęło działalności, wkrótce spalone, popadło w ruinę. Pozostały po nim jedynie nikłe ślady podmurowań. Oprócz tego schroniska w okolicy znajdowało się jeszcze kilka innych, ale wszystkie zakończyły swoją działalność po 1945.
21 września 2012 na szczycie odsłonięto pomnik upamiętniający pobyt na wierzchołku Johna Quincy Adamsa – późniejszego prezydenta USA (w 1800), cesarza Józefa II (w 1779) oraz Fryderyka Chopina (w 1826).
Orlica należy do Korony Gór Polski, Korony Sudetów Polskich oraz Korony Gór Dolnego Śląska. Najbliższa miejscowość: Zieleniec.
W marcu 2017 burmistrz Dusznik-Zdroju ogłosił plan budowy wieży widokowej. Budowla ma mieć wysokość 25,5 m.
W październiku 2021 roku wieża została oficjalnie oddana do użytku. Wysokość wieży zlokalizowanej ok. 50 m od szczytu Orlicy to  25,5 m, natomiast wysokość platformy widokowej to 17,7 m. Czworoboczna wieża posiada konstrukcję drewnianą, jedynie do budowy podstawy i części przyziemia wykorzystano miejscowy kamień.

## Turystyka
Przez szczyt góry prowadzi szlak turystyczny:
- zielony – prowadzący z Lewina Kłodzkiego przez Zieleniec do Dusznik-Zdroju[7].
- Na wschodnim zboczu góry 200 m poniżej szczytu jaskinia Złota Sztolnia.